# Clos Bruneau
 (octobre 2016).
Améliorez-le ou discutez des points à vérifier. 
Pour les articles homonymes, voir Bruneau.
Le Clos Bruneau est un ancien toponyme délimitant un quartier parisien situé dans le 5e arrondissement disparu en 1855.
Il existait deux clos différents de ce nom : l'un, à une place occupée depuis par le palais du Luxembourg ; l'autre, près de la rue Judas : pseudonyme de celle du Clos-Bruneau, dont le nom fut aussi porté par la rue Jean-de-Beauvais très fréquentée par les étudiants.
Au Moyen Âge, le Clos Bruneau, appelé aussi « Clos Brunel » était, comme le nom de clos l'indique, un vignoble parisien situé dans l'actuel quartier de la Sorbonne, sur une parcelle de terres cultivées dépendant de l'abbaye Sainte-Geneviève et du chapitre Saint-Marcel.
Il était délimité par :
- la rue des Carmes ;
- la rue de Sept-Voyes ;
- la rue Saint Jean de Latran ;
- une partie de la rue des Noyers (voie absorbée par le boulevard Saint-Germain).

Il comprenait :
- la rue Jean-de-Beauvais, à laquelle il donna le nom de Rue du Clos-Bruneau jusqu'au XVe siècle ;
- la rue Mont Saint-Hilaire ;
- la rue Josseline ;
- la petite rue Judas (actuel passage du Clos-Bruneau).

Au XVIe siècle, ce quartier devint le quartier exclusif des libraires et imprimeurs, en débordant un peu sur la rue Saint-Jacques.

## Moyen Âge

### Vignoble
Le vignoble du Clos Bruneau appartenait à l'évêque de Paris. Il fut donné en 1101 aux religieux de l'abbaye Sainte-Geneviève pour la paroisse de l'église Saint-Étienne-du-Mont, en échange de la paroisse de Sainte-Geneviève-des-Ardents.
Son nom provient d'un ancien clos de vignes qui aurait appartenu à un certain « Bruneau », appelé, dans tous les anciens titres, Clausum Brunelli, clos Burniau, Brunel & Bruneau, Clos Burnel, au travers duquel furent percées la rue Jean-de-Beauvais, appelée rue du Clos-Bruneau, et la rue Saint-Hilaire ou rue du Puits-Certain : « La petite et montueuse rue des Carmes, percée vers 1250, porta d'abord le nom du Clos-Bruneau, sur lequel elle s'était ouverte ; mais, lors de l'avènement de la dynastie des Valois, on l'appelait rue Saint-Hilaire, parce qu'elle aboutissait à l'église placée sous cette invocation. Les Grands Carmes, dits aussi les carmes de la place Maubert, s'y établirent en 1318. »[réf. nécessaire]
Selon d'autres, son nom proviendrait « de son territoire pierreux, ou perré comme celui de ces chemins qu'on appelle les chaussées Bruneaux, et que, depuis quelques siècles, on s'est avisé d'écrire Brunehauld ».
En 1313, la taille de Paris indique deux tavernes, la taverne de Pierre Le Page dans l'enclos Brunel ; et à dextre, (à droite), Renaud le Doulan autre tavernier, un nattier, un savetier, et un  tailleur de robes, Geoffroy l'Anglais, puis la femme Thomasse, veuve de feu Brissaut.

### Les Hospitaliers: l'église et l'hôpital Saint-Jean-de-Latran
Au XIe siècle fut fondé dans ce clos, rue de Latran, le prieuré hospitalier de Saint-Jean de Latran qui comprenait une tour abritant les pèlerins en route vers Jérusalem et une église paroissiale desservie par trois moines conventuels,. Ils possédaient aussi des maisons dont ils percevaient des loyers, telle la maison à l'image saint Martin, près du Cheval-Rouge, rue du Clos Bruneau, ou celle, au XVe siècle où exerçait d'Henri Estienne qui payait un loyer à l'Ordre, pour sa maison appelée les Écoles de Corbeil, avec l'image de saint Jean-Baptiste. Cette maison, membre du Petit-Corbeil avait été bâtie par un commandeur de l'Ordre, Gilbert Ponchet, dit Gilbert de Corbeil, né à Corbeil, qui était docteur en droit.

### Seigneurie de Saint-Marcel: vie des habitants
Le Clos Bruneau dépendait de la seigneurie du chapitre Saint-Marcel, qui était propriétaire d'une partie du clos et avait droit de nomination à la cure de l'église paroissiale de Saint-Hilaire en 1200.
Il y avait là un « carrefour du Clos-Bruneau », sorte de rond-point des rues Chartière, Fromentel, Lanneau et Jean de Beauvais près d'un puits foré par Robert Certain, curé de Saint-Hilaire et recteur de Sainte-Barbe en 1570.
Au XVIIe siècle, en 1669, près du Puits-Certain, au no 16 de l'actuelle rue de Lanneau, se trouvait une pâtisserie très réputée pour ses « têtes de veau », tourtes et brioches : elle disparut en mai 1898.

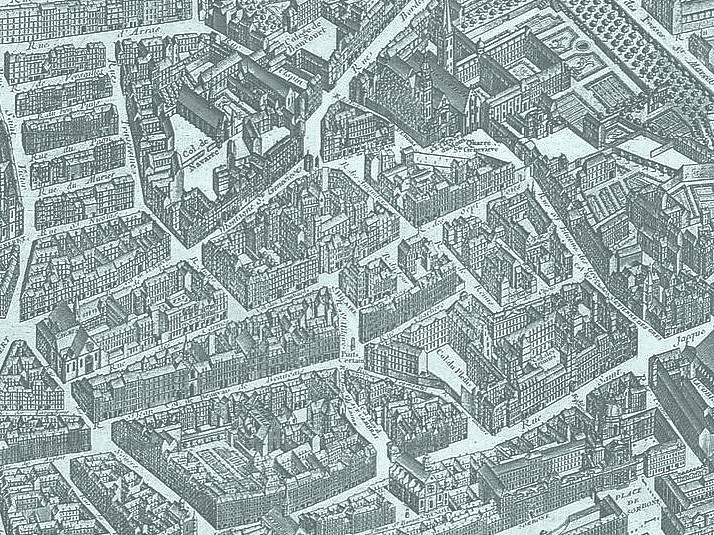
Plan de Turgot (1739), avec le Puits-Certain, la rue des Sept-Voyes, le Clos Bruneau encastré dans le Quartier latin.

La rue des Sept-Voies, qui va du carrefour Saint-Hilaire au cloître Sainte-Geneviève, passait auparavant jusqu'aux murs de la ville ; en 1380, elle n'allait plus qu'aux murs des jardins de l'abbaye Saint-Victor.
La paroisse Saint-Hilaire : L'église s'étendait jusqu'à la rue d'Écosse, ou rue du Chaudron, avait un cimetière où nombre de libraires et imprimeurs se firent inhumer, et un presbytère. À gauche, il y avait une ruelle étroite et escarpée, ancien sentier principal du Clos Bruneau, qu'on nomma plus tard Jusseline, puis impasse Bouvart. Les maisons qui la bordaient avaient leur entrée sur les autres rues.
Dans un concordat passé en 1222 entre le roi, l'évêque et le chapitre de Notre-Dame, Philippe Auguste déclara que la traite du pain et du vin lui appartenait dans le Clos Bruneau du mont Saint-Hilaire.
En 1367 une ordonnance « Enjoint à toutes filles dissolues de demeurer uniquement en la rue du Froidmantel, près le clos Bruneau en la cour Robert »[réf. nécessaire].

### Faculté de droit

#### Les écoles et universités en droit
Une école de droit canon, Clauso Brunello universitatis Parisiensis, fondée en 1384 par Gilbert et Philippe Ponce s'y installa au XIVe siècle, d'où son nom de rue des Écoles aux décrets. Puis, en 1370, le collège de Beauvais y fut fondé (il eut pour élèves saint François Xavier, Nicolas Boileau et bien d'autres), grâce à l'achat des maisons Aux Images et du Gado. On rencontrait rue du Clos Bruneau, à droite, les collèges de Presles et de Dormans-Beauvais. Puis les anciennes écoles de Décret, (on y lisait les décrets) dont l'une se trouvait en face sur le côté gauche. Le collège de Laon s'installe rue du Clos-Bruneau puis, en 1340, dans la maison au Lion d'or.

#### Les collèges
- Collège de la Merci
- Collège de Montaigu
- Collège de Laon
- Collège de Beauvais

## Période moderne

### Métiers du livre: les libraires et imprimeurs

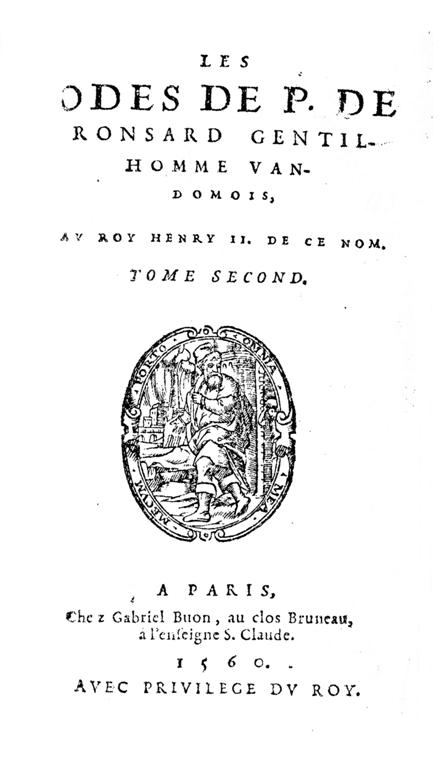
Les Odes de Ronsard, imprimées au Clos Bruneau, chez Gabriel Buon à l'enseigne Saint Claude, en 1560.

Les libraires, imprimeurs et relieurs abondaient dans le quartier du Clos Bruneau : il en est resté d'innombrables actes testamentaires, contrats de location, contrats de mariages. Les maisons du Clos Bruneau étaient louées, ou bien transmises par voie testamentaires, de libraires en libraires, tout au long du XVIe siècle. Elles possèdent toujours une enseigne, souvent celle d'un saint patron, parfois une devise, et portent des noms pittoresques.
De nombreuses librairies et imprimeurs comme, la Maison de la Corne de Cerf, rue des Sept-Voyes, ou, rue d'Écosse, À la Corne-de-Daim.
Quelques noms et marques d'imprimeur :
- Officina Thomae Brumennij, in Clauso Brunello, Parisiis (Paris) 1564
- à l'enseigne de Saint-Claude, louée par Maurice de La Porte dès 1522
- aux Chartreux  venundantur in clauso Brunello a Mauricio de La Porte, 1534, à sa mort en 1548, l'affaire continua par sa veuve : Catherine Lhéritier, qui édita les ouvrages de Ronsard, dont Les Folastries, saisi et brûlé par la justice au printemps de 1553. Puis ce fut Claude Buon qui reprit l'affaire et qui signa un contrat avec Ronsard.
- Claude Micard, au Clos Bruneau à l'enseigne de la Chaire (1576)
- Venalia prostant in Clauso Brunello, sub signo Scuti Britannie, apud viduam Mauricii à Porta
- in Clauso Brunello, sub insigni divi Claudii (1549)
- ex officina Gabrielis Buon, ad D.Claudij insigne (1564)
- Ex officina Prigentii Caluarini, ad Geminas Cyppas (1548)

Mais aussi :
- Au Clos Bruneau à l'enseigne de la Gargouille
- Chez la veuve Guillaume Le Bret
- Jean Brémond, imprimeur, enseigne au Livet sauvage
- Jean Crespin, libraire, au coin du collège Coqueret
- François Estienne à l’Écu de France, au Carrefour du Clos Bruneau
- Nicolas Gaignant, libraire, dans la maison à l'image de Sainte Catherine
- Jean Garnier, entre la Maison de la Rose-Blanche et de la Hure-de-Sanglier
- à la Corne de Cerf donnant sur la rue Saint-Jacques
- Maurice de la Porte, dans une maison appartenant aux Chartreux
- à l'Image Saint Claude, Thomas Regnard libraire, rue Fromentel
- à l'enseigne de l'Estoille, Jean Macé qui achète une maison à l'image de Notre-Dame, au coin de la rue Jousseline
- à l'image de l'Olivier, Jean Bailleur, résidant Clos Bruneau
- « près les Trois-Croissants » ou « à la Belle Fleur »
- Antoine Mirault, rue des Sept Voies, à l'enseigne de Saint-Pierre
- Guillaume Mondet Mestre du Chaudron, rue du Chaudron (Rue d'Écosse, Collège de Carembert, Collège de Reims, ancien collège de Thou) pour un loyer de 50 écus d'or
- Toussaint Pillehoste, vivant à l'enseigne de la Rose-Rouge
- Jean Tuffé, Pierre Planté, Simon de Sommaville, relieur, doreur et libraire, à la Croix-Blanche rue des Sept-Voies
- Jean Savetier, à Maison-Rouge, rue des Carmes
- Jacques Roussin, enseigne Pie-en-Cage, rue Saint Jacques
- la maison de l'Ange et la Maison de la Couronne, ancien « Mortier d'Or »
- à la Chicheface
- , etc.[7].

S'installèrent donc face à l'Université de droit canon, à quelques mètres du collège de Beauvais, Robert Estienne, fils d'Henri Estienne installé en 1503 face à l'Université des Décrets, et dont l'imprimerie fut dirigée après sa mort par Simon de Colines. Henri Estienne aurait eu pour enseigne saint Jean-Baptiste dans la Maison de Corbeil, des lapins, in officina cunicutorum et un olivier gravé dans la pierre, avec la devise plus olei quam vini figurant sur ses livres, (Robert Estienne Noli altum sapere). Quelques livres de François Estienne portent l'inscription, le dernier notamment, de 1548, de sa demeure indiquée, Franciscus Stephanus, « Au Clos-Bruneau, auprès de l'École de Droit », In Clausio-Brunello, sub scuto Franciœ.
Rue des Sept-Voies, en 1571, ce sont seize habitants du métier du livre qui sont taxés « au don de 300 000 livres » : Claude Mabille, Jacques Moustier, Jacques Nicole (librairie « au Pot-à-Moineaux »), Jean (Jacques) Coqueret, Estienne Vallet (libraire « à la Bible d'Or »), Roland Charpentier, Julien Maizières, (Maissières) et Hubert de Labaye, relieurs, Olivier Darsy (imprimeur « Corne-de-Cerf »), Benoît Regnault, Jean Braconnier imprimeur (Cour « d'Albret »), Nicolas Souillard (libraire « au Collège »), Henri Labbé (Le Bé) (librairie « au Griffon d'Argen »), Jean Le Bouc (librairie « à la Diligence »), Jean Février (libraire « Près du Collège du Roi »).
Il y a en outre dans cette rue : un boucher, un arbalestrier, un pâtissier (« à la Bible d'Or »), un étuvier, un serrurier. Le pâtissier Beguin Berthon est le plus taxé : 100 sols.

### Caractéristiques
- Persécutions religieuses : les chambres ardentes. La rue des Noyers donne directement sur la place Maubert au pied de la montagne Sainte Geneviève. Sur cette place, en 1546, quatre imprimeurs sont brûlés, ainsi qu'Étienne Dolet[10]. La place Maubert comprenait un gibet, là avaient lieu les exécutions publiques, et celle des chambres ardentes (par exemple : exécution de Pierre Chapot).

Un fabliau médiéval, Le Dit des rues de Paris de Guillot de Paris le mentionne :
«  Encontre est la rue Judas

Puis la rue du Petit-Four,

C'on apelle le Petit-Four :

Saint Ylaire, et puis clos Burniau...

Ou l'on a rosti maint bruliau »
- Un cloaque : à cette époque la rue était réputée sale, en raison des chiffons laissés par des imprimeurs, et transformée à cause de cela en lieu d'aisance, ce à quoi Rabelais fait allusion dans Pantagruel[n 7].
- Les vins du Clos Bruneau étaient réputés au Moyen Âge. Il en est fait mention élogieuse dans un cartulaire de Sainte Geneviève en 1202[12] en même temps que celui de Garlande.

## AuXIXesiècle
L'ouverture de la rue des Écoles entraîna la suppression de tous les numéros pairs de la vieille rue du Clos-Bruneau.
Au XIXe siècle, à la veille du percement de la rue des Écoles par la commission des logements insalubres, le quartier est toujours aussi insalubre. Les fabricants de papier jettent leurs chiffons dans le cloître Jean de Latran devenu un cloaque, et qui communique avec la rue Jean-de-Beauvais par une minuscule ruelle. Les indigents y sont extrêmement nombreux, se réfugiant sur la montagne Sainte-Geneviève durant les travaux du grand Paris. Le Clos Bruneau est occupé par des chiffonniers, des musiciens errants, des montreurs de singes et d'animaux, des fabricants de marionnettes : sculpteurs, habilleuses et cordonnières. Les savoyards sont très nombreux.
En 1855, un arrêté municipal supprime les rues du Cloître-Saint-Benoît, Fromentel-Saint-Hilaire, du Four, d'Écosse et de Chartière, du Clos-Bruneau, du Mûrier, du Bon-Puits, de Versailles, du Cloître-des-Bernardins, Place-des-Veaux, rue des Noyers, et l'impasse Bouvart, mais treize rues du quartier, dont la rue Jean-de-Beauvais et la rue des Carmes, seront élargies.